# Helen Dukas
Helen Dukas (Freiburg im Breisgau, 17 de outubro de 1896 — Princeton, 10 de fevereiro de 1982) foi secretária de Albert Einstein de 1928 até o morte de Einstein em 1955. 
Dukas morou com Einstein de 1928 até que ele morreu e ela se tornou cidadã americana ao lado dele quando Einstein se naturalizou. Durante esses anos ela esteve sob a vigilância do FBI e seu chefe J. Edgar Hoover.